# 한명회 (드라마)
《한명회(韓明澮)》는 1994년 1월 3일부터 1994년 12월 27일까지 방영된 KBS 2TV 월화 드라마 작품으로, 대하 사극이다.

## 트리비아
1994년 말에 종영 예정이었던 해당 프로그램의 연장 방영을 바라는 시청자의 요구가 급증하자 KBS는 당초 3개월 시차를 두고 후속으로 내보내려던 《장녹수》의 방송을 결국 앞당겨 해당 프로그램 종영과 함께 후속 프로그램으로 편성했다.

## 등장 인물

### 주요 인물
- 이덕화 : 한명회 역
- 서인석 : 세조 역
- 김영란 : 인수대비 역

### 한명회 관련
- 정영숙 : 양천 허씨 역
- 이신재 : 민대생 역
- 이덕희 : 황려부부인(黃驪府夫人) 여흥 민씨 역
- 서영진 : 한명진 역
- 이재은 : 신숙주 장자부 청주 한씨 역 - 고령부원군 신숙주의 장남 봉례랑 신주(奉禮郞 申澍)의 처
- 김민정 : 윤사로 장자부 청주 한씨 역 - 영천부원군 윤사로의 장남 영천군 윤반(鈴川君 尹磻)의 처
- 최정 : 한보 역
- 황범식 : 만득 역 - 한명회의 집사
- 이응경 : 난 역 - 한명회의 첩

### 조선의 국왕
- 김원배 : 세종 역
- 송승환 : 문종 역
- 정태우 : 단종 역
- 윤다훈 : 덕종 (의경세자) 역
- 문혁 : 예종 역 (아역: 변성현)
- 박진성 : 성종 역 (아역: 최강원, 고동현)
- 이민우 : 연산군 역 (아역: 김푸름, 이동엽)

### 조선의 왕비·후궁
- 박준금 : 혜빈 양씨 역
- 박영귀 : 숙빈 홍씨 역
- 박루시아 : 정순왕후 역
- 홍세미 : 정희왕후 윤씨 역
- 박인나 : 장순왕후 한씨 역
- 김은주 : 안순왕후 한씨 역 (아역: 이인혜)
- 김혜경 : 공혜왕후 한씨 역
- 조민희 : 정현왕후 윤씨 역
- 장서희 : 폐비 윤씨 역
- 이은경 : 폐비 신씨 역
- 정유진 : 귀인 정씨 역
- 최정원 : 귀인 엄씨 역

### 조선의 왕족
- 박병호 : 양녕대군 역
- 반석진 : 효령대군 역
- 노영국 : 안평대군 역
- 고인배 : 금성대군 역
- 정하완 : 귀성군 역
- 김성환 : 영풍군 역
- 전소희 : 경혜공주 역
- 문창길 : 화의군 역
- 임호 : 월산대군 역
- 성우진 : 안양군 역
- 최우혁 : 봉안군 역

### 궁궐의 환관 및 상궁
- 이일웅 : 엄자치 역
- 김동완 : 전균 역
- 이계영 : 김처선 역
- 조정국 : 김자원 역
- 박정웅 : 내관 백이향 역
- 장희진 : 상궁나인 홍씨 역
- 이효정 : 상궁나인 최씨 역
- 서영애 : 상궁나인 나씨 역

### 김종서의 일파
- 임동진 : 김종서 역
- 이치우 : 황보인 역
- 안대용 : 이현로 역
- 서상익 : 민신 역
- 강인기 : 김승규 역
- 견미리 : 김종서의 여진족 첩 진녀 역
- 허현호 : 이징옥 역
- 하대경 : 조극관 역
- 곽경환 : 황백 역 - 김종서의 휘하 무사 겸 책사
- 윤용덕 : 독고남걸 역 - 김종서의 휘하 무사 겸 책사

### 수양대군의 일파
- 김기섭 : 권람 역
- 백준기 : 신숙주 역
- 장항선 : 홍달손 역
- 김형일 : 홍윤성 역
- 선동혁 : 양정 역
- 임병기 : 유수 역
- 김종구 : 임운 역
- 봉혜선 : 상궁 여씨 역

### 사육신의 일파
- 백윤식 : 성삼문 역
- 이문환 : 박팽년 역
- 김성겸 : 성승 역
- 박영목 : 하위지 역
- 김경하 : 이개 역
- 박용식 : 유성원 역
- 백찬기 : 권자신 역
- 임정하 : 김문기 역

### 조선의 문신 & 무신
- 한인수 : 정인지 역
- 박웅 : 한확 역
- 강성욱 : 정창손 역
- 원석연 : 최항 역
- 김시원 : 강맹경 역
- 한정국 : 조석문 역
- 김봉근 : 임원준 역
- 임혁 : 노사신 역
- 김창봉 : 이사철 역
- 신동훈 : 김종직 역
- 김정훈 : 김질 역
- 양영준 : 신승선 역
- 손호균 : 유자광 역
- 안병경 : 임사홍 역
- 이원용 : 임숭재 역
- 김광영 : 임광재 역
- 임혁주 : 구치관 역
- 조재훈 : 황수신 역
- 안형식 : 윤자운 역
- 이상용 : 정현조 역
- 김성수 : 신면 역
- 이성웅 : 이시애 역
- 김하균 : 윤구 역
- 허동훈 : 윤우 역
- 윤성국 : 봉석주 역
- 기정수 : 박원형 역
- 전병옥 : 조지서 역
- 이기철 : 신수근 역
- 박건식 : 이세좌 역
- 이한승 : 강희맹 역
- 반문섭 : 윤필상 역
- 김경응 : 남이 역
- 유순철 : 허침 역
- 서상익 : 이계전 역
- 장기용 : 이자건 역
- 윤용준 : 홍귀달 역
- 홍선용 : 영양위 정종 역
- 맹호림 : 송현수 역
- 이기홍 : 허유례 역
- 남성식 : 이보흠 역
- 차두옥 : 이명민 역
- 고광우 : 최호원 역
- 유태술 : 최영손 역
- 임성원 : 김시습 역

### 이징옥의 난(대금국) 관련
- 허현호 : 이징옥 역
- 전병옥 : 이행검 역
- 송용태 : 오로재 정종 역
- 박상규 : 이징석 역

### 그 외 인물
- 이기철 : 박호문 역
- 함석훈 : 낙적 역 - 박호문의 일파 및 책사(중인 출신)
- 강신조 : 문규 역 - 사육신의 일파 구성원 하위지의 책사(유생 출신)
- 김윤형 : 광생 역 - 계유정난의 일파 및 수양대군(훗날 세조)의 책사 겸 모사 및 무사(중인 출신)
- 김옥만 : 상덕 역 - 계유정난의 일파 및 수양대군(훗날 세조)의 책사 겸 모사 및 무사(중인 출신)
- 오성열 : 종복 역 - 금성대군의 일파 및 책사 겸 차석집사(중인 출신)
- 이용진 : 팔준 역 - 금성대군의 일파 및 책사 겸 무사(중인 출신)
- 함재석 : 삼득 역 - 이징옥의 일파 및 휘하 무사 겸 책사(중인 출신)
- 서우림 : 장흥부부인 고령 신씨 역 - 폐제헌왕후 윤씨의 친정어머니
- 고희준 : 이시합 역
- 박칠용 : 엄흥도 역
- 유병준 : 조득림 역
- 조춘 : 신미대사 역
- 최지나 : 어우동 역
- 안광진 : 내금위장 역
- 박유승 : 늙은 선비 유계조 역 - 율정 권절 선생의 외조부(외할아버지)
- 김용준 : 젊은 선비 남효례 역 - 훗날 매월당 김시습 선생의 빙부(장인)
- 김성희 : 젊은 선비 남효례의 처 안씨 부인 역 - 훗날 매월당 김시습 선생의 빙모(장모)
- 손종범 : 젊은 선비 이곡 역 - 훗날 추강 남효온 선생의 외조부(외할아버지)
- 김종결 : 늙은 선비 이인숙 역 - 도촌 이수형 선생의 친조부(친할아버지)가 되는 이로, 판사복시사 역임.
- 황덕재 : 늙은 선비 박장윤 역 - 백촌 김문기 선생의 둘째사위가 되는 이로, 김종산 여사가 부인임.
- 박경득 : 김견오 역 - 경상도 관찰사
- 안형식 : 김서은 역 - 경상도 안동부사
- 신원균 : 권증면 역 - 경상도 안동 금부도사
- 김태형 : 신덕여 역 - 강원도 영월 금부도사
- 이경영 : 노고 역 - 난의 옛 정혼자
- 권오현 : 선욱 역 - 경상도 안동대도호부 관노
- 이정웅 : 이상준 역 - 사간원 대간
- 이종만 : 천낙정 역 - 점쟁이
- 권혁호 : 남용신 역
- 박현 : 황보석 역
- 김하림 : 정동 역 - 명나라 사신
- 김기복 : 모대차 역 - 명나라 사신

## 편성 변경
- 1994년 11월 14일 : 16일부터 8부작 미니시리즈 《스칼렛》 편성 관계로 91~92회 연속 방영

## 결방 사유
- 1994년 11월 15일 : 수목드라마 《인간의 땅》 11회, 12회분 연속 편성으로 인해 결방[2]

## 참고 사항
- 한명회 역을 맡았던 이덕화는 해당 드라마 프로그램 이후 한동안 브라운관에서 사라졌다가 SBS 주말 드라마 《이웃집 여자》로 복귀했다.[3]
- 도지원은 캐스팅 물망에 올랐으나 스스로 거부했다.[4]
- 궁궐 안팎 장면이 용인민속촌에 머문 데다가 현대물에서 주인공을 맡았던 배우들이 극 중 이미지가 채 잊히기도 전에 갓과 도포로 바꿔 입고 사극에 출연하여 시청자들이 새 인물에 쉽게 적응할 수 없었다는 지적이 있었다.[5]
- 한명회가 실제 역사와 달리 지나치게 개혁적인 인물로 그려졌다는 지적이 있었다.[6]

## 수상
- 1994년 KBS 연기대상 대상 - 이덕화
- 1994년 KBS 연기대상 청소년 연기상 - 이민우, 박루시아
- 1994년 KBS 연기대상 우정상 - 이종만
- 1994년 KBS 연기대상 연기자가 뽑은 올해의 PD상 - 김재형